# بیل برتنشاو
بیل برتنشاو (انگلیسی: Bill Burtenshaw; ۱۳ دسامبر ۱۹۲۵ – ۱۵ مارس ۲۰۱۰) بازیکن فوتبال اهل بریتانیا بود.
از باشگاه‌هایی که در آن بازی کرده‌است می‌توان به باشگاه فوتبال لوتون تاون اشاره کرد.